# Takasue Ito
Pour les articles homonymes, voir Ito.
Ne doit pas être confondu avec Kazuo Ito.
Takasue Ito (1887-1981), Meijin 10e dan de judo, fait partie des rares pratiquants ayant accédé au titre de Meijin délivré par la prestigieuse Kokusai Budoin.